# Choeropais
Choeropais là một chi bướm đêm thuộc họ Noctuidae.

## Các loài
- Choeropais jucunda Jordan, 1904